# Hydnocarpus calvipetala
Hydnocarpus calvipetala är en tvåhjärtbladig växtart som beskrevs av William Grant Craib. Hydnocarpus calvipetala ingår i släktet Hydnocarpus och familjen Achariaceae. Inga underarter finns listade i Catalogue of Life.